# Molomix
Molomix es el segundo disco y primer álbum recopilatorio que contiene las canciones más famosas de 1997 de la banda de rock Molotov, lanzado el 24 de noviembre de 1998. Contiene nuevas remezclas de las canciones que aparecieron previamente en ¿Dónde jugarán las niñas?, además de una pista nueva llamada «El Carnal de las Estrellas» (una burla hacia la cadena Televisa y que alude al canal correspondiente), mientras que «Rap, Soda y Bohemia» (versión de la canción «Bohemian Rhapsody», de la banda Queen) apareció en el álbum Tributo a Queen de 1997. Molomix salió a la venta el 25 de noviembre de 1998.

## Lista de canciones
El álbum, cuya duración es de 45:39, está compuesto por 10 canciones y dos clips de vídeo que aparecen enlistados como temas musicales.
| N.º | Título                                     | Duración |  |
| 1.  | «El Carnal De Las Estrellas (Intro)»       | 4:44     |  |
| 2.  | «Puto (Mijangos Hard Mix)»                 | 7:00     |  |
| 3.  | «Gimme Tha Power (Urban Mix)»              | 3:53     |  |
| 4.  | «Cerdo (Porcino Mix)»                      | 3:38     |  |
| 5.  | «Voto Latino Remix»                        | 2:57     |  |
| 6.  | «Puto (M+M Electrónic Dub)»                | 6:49     |  |
| 7.  | «Cerdo Radio Mix»                          | 2:45     |  |
| 8.  | «Gimme Tha Power (Drum'n Bass Mix)»        | 3:48     |  |
| 9.  | «Puto MD Extended Mix / "Chinga Tu Madre"» | 6:59     |  |
| 10. | «Rap, Soda Y Bohemia»                      | 4:03     |  |
| 11. | «Puto (Video)»                             |          |  |
| 12. | «Que no te haga bobo Jacobo (Video)»       |          |  |